# 浪館
浪館（なみだて）は青森市の地名である。郵便番号は038-0022。

## 地理
青森市市街地のやや南寄りに位置する。北は三内・浪館前田、東は浪館前田・大野、南は大野・安田、西は安田に接する。地域内はほとんどすべてが住宅地であり、幹線道路沿いが商店街となっている。西端を西滝川が流れる。西側が丘陵地になっている。小字には、泉川・志田・近野・平岡・前田がある。かつては字 浅井もあったが、現在は存在しない。

## 歴史

### 沿革
- 1999(平成11)年11月22日 - 浪館字前田、同 字平岡の各一部が浪館前田一～三丁目の一部となる。
- 2000(平成12)年11月6日 - 浪館字前田、同字泉川の各一部、及び浪館字浅井の全部が浪館前田四丁目となる。[4]

## 世帯数と人口
2022年（令和4年）12月1日現在の世帯数と人口は以下の通りである。
| 町丁       | 世帯数    | 人口    |
| ---------- | --------- | ------- |
| 浪館字泉川 | 238世帯   | 500人   |
| 浪館字志田 | 236世帯   | 503人   |
| 浪館字近野 | 712世帯   | 884人   |
| 浪館字平岡 | 357世帯   | 732人   |
| 浪館字前田 | 126世帯   | 264人   |
| 合計       | 1,669世帯 | 2,883人 |

## 小・中学校の学区
市立小・中学校に通う場合、学区は以下の通りとなる。
| 町名       | 番地 | 小学校             | 中学校           |
| ---------- | ---- | ------------------ | ---------------- |
| 浪館字志田 | 全部 | 青森市立泉川小学校 | 青森市立西中学校 |
| 浪館字泉川 | 全部 | 青森市立泉川小学校 | 青森市立西中学校 |
| 浪館字前田 | 全部 | 青森市立泉川小学校 | 青森市立西中学校 |
| 浪館字平岡 | 一部 | 青森市立泉川小学校 | 青森市立西中学校 |
| 浪館字平岡 | 一部 | 青森市立浪館小学校 | 青森市立西中学校 |
| 浪館字近野 | 全部 | 青森市立浪館小学校 | 青森市立西中学校 |

## 交通

### 鉄道
域内に鉄道はない。

### 主な道路
- 浪館通り - 青森県道44号青森環状野内線。北東の千富町・浪館前田方面から南西に進み、自衛隊前で南西に折れ、細越・高田方面に南下する。
- 金沢小学校通り - 東の浜田・大野方面から、地内中央近くにある浪館通りとの交差点につながる。一部が青森市都市計画道路3・2・2内環状線になっている。

### バス
- 青森市営バス
  - P 浪館通り線 自衛隊前・総合運動公園前。浪館中央循環線は通過するが、域内に停留所はない。
  - M 旭町通り線のうち、南高校線・大野循環線は域内を通過するが、停留所はない。

## 主な施設
- 青森県総合運動公園 - 公園内の一部が大字浪館になっている。
- 陸上自衛隊青森駐屯地 - 第9師団司令部・第5普通科連隊等が駐屯。
- 浪館保育園
- 浪館児童遊園
- 青森市立西中学校
- 浪館福祉館
- 青森市立泉川小学校